# Paul Schwerdtner
Paul Schwerdtner (* 6. Oktober 1911 in Belgard; † 1990 in Dessau) war ein deutscher Maler und Grafiker.

## Leben und Werk
Zur Vita Schwerdtners wurden nur wenige Informationen gefunden. Er arbeitete in Dessau als freischaffender Künstler. Belegt ist, dass er 1939 Zeichnungen für die Werbeschrift Die Zeitung ist da! des Anhalter Anzeigers fertigte. Er wurde nach dem Beginn des Zweiten Weltkriegs zur Wehrmacht eingezogen, nahm am Krieg teil und kam in Kriegsgefangenschaft.
Danach war in Dessau als freischaffender Maler tätig. Er gehörte dort mit Rudolf Hugk, dem Kunsthistoriker Harry Kieser, Carl Marx, Rolf Radack, Helmut Schindewolf und Hans-Erich Schmidt-Uphoff zu der losen Künstlergruppe Dessauer Malerkollektiv und war Mitglied des Verbands Bildender Künstler der DDR.

## Werke (Auswahl)
- Kurterrasse (vor 1949, Aquarell; auf der 2. Deutschen Kunstausstellung)[2]
- Wiederaufbau der Stadt Dessau (1950/1951, monumentales Fresko-Wandbild; Dessau, Ratssaal des Rathauses Dessau; mit Marx, Radack und Schmidt-Uphoff)[3]
- Wir lieben das fröhliche Leben (vor 1952, Öl; auf der Ausstellung Künstler schaffen für den Frieden)
- Großkraftwerk Elbe im Aufbau (vor 1954, Öl, 200 × 160 cm; auf der Dritten Deutsche Kunstausstellung)
- Dessau. Am Bahnhof (Öl, 80 × 120 cm; Anhaltische Gemäldegalerie Dessau, Inv. 1242)
- Kraftwerk Vockerode (Öl, 80 × 120 cm; Anhaltische Gemäldegalerie Dessau, Inv. 1243)
- Stillleben (Öl, 80 × 95 cm; Anhaltische Gemäldegalerie Dessau, Inv. 1260)

## Teilnahme an zentralen und wichtigen regionalen Ausstellungen in der DDR
- 1949: Berlin, Berliner Stadtkontor („Mensch und Arbeit“)[4]
- 1949: Halle, Moritzburg („Landeskunstausstellung Sachsen-Anhalt“)
- 1949 und 1953: Dresden, 2. und Dritte Deutsche Kunstausstellung
- 1951/1952: Berlin, Museumsbau am Kupfergraben („Künstler schaffen für den Frieden“)